# Tommy Godwin (1920–2012)
Thomas Charles „Tommy” Godwin (ur. 5 listopada 1920 w stanie Connecticut, USA, zm. 3 listopada 2012 Solihull) – brytyjski kolarz torowy, dwukrotny medalista olimpijski.

## Kariera
Największe sukcesy w karierze Tommy Godwin osiągnął w 1948 roku, kiedy zdobył dwa medale podczas igrzysk olimpijskich w Londynie. W wyścigu na 1 km zajął trzecie miejsce, wyprzedzili go jedynie Francuz Jacques Dupont i Belg Pierre Nihant. Na tych samych igrzyskach wspólnie z Alanem Geldardem, Davidem Rickettsem i Wilfem Watersem zdobył także brązowy medal w drużynowym wyścigu na dochodzenie. Na rozgrywanych dwa lata później igrzyskach Imperium Brytyjskiego w Auckland zdobył brązowy medal na dystansie 1 km. W zawodach tych uległ jedynie dwóm Australijczykom: Russellowi Mockridge'owi i Sidneyowi Pattersonowi. Nigdy nie zdobył medalu na torowych mistrzostwach świata.
Po zakończeniu kariery Godwin został trenerem. Prowadził między innymi reprezentację Wielkiej Brytanii na igrzyskach olimpijskich w Tokio w 1964 roku. Był także trenerem osobistym Micka Bennetta oraz Grahama Webba. Był również prezesem Brytyjskiej Federacji Kolarskiej oraz oficjalnym ambasadorem igrzysk w Londynie w 2012 roku.